# Figueiredo (Guimarães)
Figueiredo ist ein Ort und eine ehemalige Gemeinde (Freguesia) im Norden Portugals.

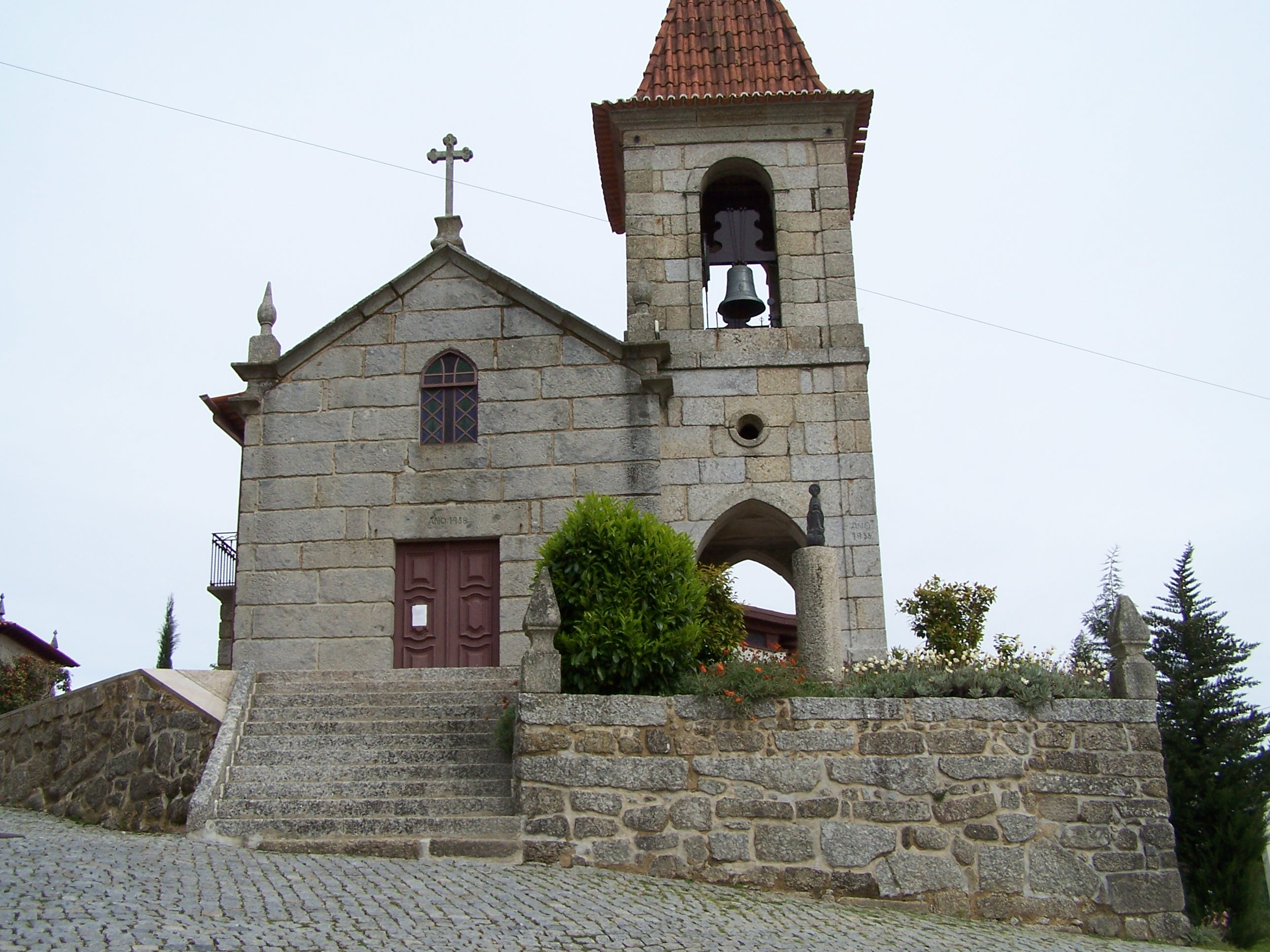
Pfarrkirche von Figueiredo

Figueiredo gehört zum Kreis Guimarães im Distrikt Braga. Die Gemeinde hatte eine Fläche von 2,06 km² und 437 Einwohner (Stand 30. Juni 2011). Die Gemeinde ist nur gering urbanisiert.
Am 29. September 2013 wurden die Gemeinden Figueiredo, Leitões und Oleiros zur neuen Gemeinde União das Freguesias de Leitões, Oleiros e Figueiredo zusammengeschlossen.

## Bauwerke
- Capela de São Roque